# إجماع 1992
إجماع عام 1992 هو مصطلح سياسي يشير إلى النتيجة المزعومة لاجتماع عقد في عام 1992 بين الممثلين شبه الرسميين لجمهورية الصين الشعبية بقيادة الحزب الشيوعي الصيني في البر الرئيسي للصين وجمهورية الصين بقيادة الكومينتانغ في تايوان. وكثيراً ما يُنسب إليهم الفضل في إنشاء أساس دبلوماسي للتبادلات شبه الرسمية عبر المضيق والتي بدأت في أوائل تسعينيات القرن العشرين وهي شرط أساسي وضعته جمهورية الصين الشعبية للمشاركة في الحوار عبر المضيق.
وما إذا كانت الاجتماعات قد أسفرت حقًا عن إجماع هو أمر متنازع عليه في جمهورية الصين. إن فهم حزب الكومينتانغ للإجماع هو "صين واحدة، تفسيرات مختلفة" (一中各表، 一個中國各自表述)، أي أن جمهورية الصين وجمهورية الصين الشعبية "تتفقان" على وجود صين واحدة، لكنهما تختلفان حول معنى "الصين" (أي جمهورية الصين مقابل جمهورية الصين الشعبية). إن موقف جمهورية الصين الشعبية هو أن هناك صينًا واحدة (بما في ذلك تايوان)، والتي تعتبر جمهورية الصين الشعبية الممثل الشرعي الوحيد للصين. وتعرض هذا التناقض لانتقادات من الحزب الديمقراطي التقدمي التايواني، الذي يحكم البلاد منذ عام 2016. ولم يعترف الحزب التقدمي الديمقراطي قط بوجود إجماع عام 1992 الذي تم التوصل إليه من خلال الاجتماعات شبه الرسمية،  كما يرفض أي ادعاء بأن جانبي مضيق تايوان يمثلان "صين واحدة".
وأشار المنتقدون أيضًا إلى أن المصطلح لم يُستخدم في نفس وقت الاجتماع: فقد اخترع الأمين العام السابق لمجلس الأمن القومي سو تشي المصطلح في أبريل 2000، أيّ بعد ثماني سنوات من اجتماعات عام 1992. وقد أنكر رئيس جمهورية الصين آنذاك في عام 1992، لي تنج هوي، الإجماع في عام 2006. وقد لاقى مفهوم وتطبيق إجماع عام 1992 انتقادات واضحة من قبل رئيسة الحزب الديمقراطي التقدمي الأخرى، تساي إنغ ون، التي زعمت في خطاب ألقته عام 2019 أن مصطلح دولة واحدة ونظامان مرتبط باستخدام الحزب الشيوعي الصيني لهذا المصطلح.

## تاريخ
في الأول من أغسطس 1992، أقر مجلس التوحيد الوطني في جمهورية الصين "قرار تعريف الصين الواحدة"، الذي جاء فيه: "إن جانبي مضيق تايوان يؤيدان مبدأ الصين الواحدة، ولكن تفسيرات الجانبين مختلفة... يعتقد جانبنا أن الصين الواحدة ينبغي أن تعني جمهورية الصين، التي تأسست في عام 1912 وما زالت قائمة اليوم، وأن سيادتها تمتد إلى جميع أنحاء الصين، ولكن سلطتها الحاكمة الحالية تقتصر على تايوان وبينغو وكينمن وماتزو. ومن المسلم به أن تايوان جزء من الصين، ولكن البر الرئيسي هو أيضًا جزء من الصين". وقد وفر هذا القرار الأساس لسلسلة من المحادثات بين جمعية العلاقات عبر مضيق تايوان التابعة لجمهورية الصين الشعبية ومؤسسة التبادل عبر المضيق التابعة لجمهورية الصين.

### الاجتماع وقمة وانج كو عام 1992
في نوفمبر 1992، تم عقد اجتماع بين جمعية العلاقات عبر مضيق تايوان ومؤسسة التبادل عبر المضيق في هونج كونج البريطانية. في الأول من نوفمبر 1992، أصدرت مؤسسة التبادل بياناً صحفياً جاء فيه أن "كل جانب يعبر عن تفسيره الخاص شفهياً من أجل حل هذه المشكلة الشائكة [الصين الواحدة] وبالتالي يؤكد قرار مؤتمر الحوار الوطني الصادر في الأول من أغسطس باعتباره تفسير مؤسسة التبادلات الخارجية لمبدأ الصين الواحدة".
اتصلت جمعية العلاقات هاتفيا بمؤسسة التبادل وذكرت أنها "تحترم وتقبل بشكل كامل" اقتراح تايبيه باستخدام التصريحات الشفهية لموقف كل جانب بشأن هذه القضية. في 16 نوفمبر، أرسلت جمعية العلاقات عبر المضيق خطابًا إلى مؤسسة التبادل عبر المضيق تؤكد فيه رسميًا هذا الموقف وتصرح بأن "كلا جانبي المضيق يتمسكان بمبدأ الصين الواحدة، ويسعيان بنشاط إلى تحقيق الوحدة الوطنية، ولكن التفسير السياسي للصين الواحدة لن يُشار إليه في المفاوضات عبر المضيق بشأن القضايا الوظيفية". 
وكان الاستنتاج الذي توصلوا إليه بمثابة وسيلة لتجنب الصراع حول الوضع السياسي لتايوان. في وقت الاجتماع، كانت هونغ كونغ تحت الحكم البريطاني وبالتالي اعتبرت منطقة محايدة من قبل كلا الجانبين. من وجهة نظر الحزب القومي الصيني، فإن الإجماع يدور حول "صين واحدة، وتفسيرات مختلفة". 
ونتيجة لاجتماع عام 1992، التقى رئيس جمعية العلاقات عبر المضيق وانغ داو هان ورئيس مؤسسة التبادلات عبر المضيق كو تشين فو في سنغافورة في 27 أبريل 1993، فيما أصبح يعرف باسم قمة وانغ كو. واتفقوا على توثيق الوثائق، والتحويلات البريدية، وجدول الاجتماعات المستقبلية. وتأخرت المحادثات بسبب تصاعد التوترات في أزمة مضيق تايوان الثالثة، ولكن في أكتوبر 1998 عقدت جولة ثانية من قمة وانغ-كو في شنغهاي. واتفق وانج وكو على الاجتماع مرة أخرى في تايوان في خريف عام 1999، ولكن الجانب الصيني ألغى الاجتماع عندما اقترح الرئيس لي تنج هوي آنذاك نظرية الدولتين الخاصة "بالعلاقات بين الدولتين". 
وبعد أن بدأ لي سياسة أكثر توجهاً نحو الاستقلال في منتصف تسعينيات القرن العشرين، بدأت جمهورية الصين الشعبية في وصف "الصين الواحدة والتفسيرات المختلفة" بأنها "تشويه متعمد" يستخدمه دعاة الاستقلال "كتمويه" لـ"صينين" أو الانفصال الرسمي لتايوان.

### عصر تشين شوي بيان وهو جينتاو
كان زعيم الحزب الديمقراطي للتنمية الليبرالي تشين شوي بيان قد طرح اقتراحه الشهير "أربع لاءات وواحدة بدون" خلال حملته الانتخابية في الانتخابات الرئاسية عام 2000. ولم يتضمن الاقتراح بشكل مباشر إجماع عام 1992، لكنه أظهر نية الحفاظ على الوضع الراهن الغامض، وهو ما يعكس إلى حد كبير فكرة الإجماع. وانتهت الانتخابات بفوز أول رئيس من حزب المعارضة، مما أدى إلى تحول في السياسة الخارجية. دفع انتصار تشين في عام 2000 المسؤول السابق في مؤسسة التبادلات الاقتصادية سو تشي إلى صياغة مصطلح "إجماع 1992" من أجل الحصول على أوسع إجماع بين الأحزاب المختلفة في تايوان حول نتائج اجتماع عام 1992. أعرب الرئيس تشين شوي بيان في البداية عن استعداده لقبول إجماع عام 1992، وهو الشرط المسبق الذي حددته جمهورية الصين الشعبية للحوار، لكنه تراجع بعد ردود الفعل العنيفة داخل حزبه.
خلال فترة رئاسته، أدلى تشين بتصريحات مختلفة حول الوضع الراهن الغامض وسياساته تجاه جمهورية الصين الشعبية، ولكن حكومة جمهورية الصين الشعبية لم تردد بشكل عام أي من خطاباته. وعلى الرغم من الأجواء المتجمدة بين الحكومتين على جانبي المضيق، فقد ازدهرت التفاعلات التجارية والاقتصادية في عهد رئاسة تشين.
وفي عام 2005، تم اللجوء إلى إجماع عام 1992 من قبل أحزاب المعارضة التي كانت تسيطر على البرلمان. قام ليان تشان، رئيس أكبر حزب معارض وهو حزب الكومينتانغ، وجيمس سونغ، رئيس حزب الشعب أولاً المعارض، بزيارات منفصلة إلى البر الرئيسي للصين لإجراء حوارهما الحزبي بشكل منفصل مع الحزب الشيوعي الصيني الحاكم عبر المضيق. وقد أبدى الزعيمان تأييدهما الصريح لإجماع عام 1992. ولكن لم يتم إصدار أي تشريع في البرلمان يتوافق مع نتائج الحوارات.

### عصر ما يينغ جيو وهو جينتاو
وقد أدى انتخاب ما ينج جيو لمنصب الرئيس وانتصار حزب الكومينتانغ في الانتخابات البرلمانية إلى تقارب الجانبين على ضفتي مضيق تايوان. في خطاب تنصيبه في 20 مايو 2008، صرح ما أن جانبي المضيق توصلا إلى إجماع في عام 1992، والذي رأى "صين واحدة مع تفسيرات مختلفة" وأن جمهورية الصين ستستأنف المحادثات مع جمهورية الصين الشعبية في أقرب وقت ممكن على أساس إجماع عام 1992.
في عام 2008، دعا الحزب الشيوعي الصيني رئيس حزب الكومينتانغ، وو بوهسيونج، للمشاركة في حوار داخل حزبي في بكين حيث التقى وو بالزعيم الأعلى للصين، هو جينتاو في 28 مايو. بعد الاجتماع، ذكرت وكالة أنباء شينخوا أن المشاركين في الاجتماع أعلنوا أن الجانبين عبر المضيق سيضعان النزاعات جانباً، ويعملان من أجل وضع مربح للجانبين على أساس إجماع عام 1992. وكان من المقرر إعادة فتح الحوار شبه الحكومي بين مؤسسة التبادلات عبر المضيق من تايوان والجمعية الصينية للعلاقات عبر المضيق على أساس إجماع عام 1992، حيث عقد الاجتماع الأول في شهر يونيو. كانت الأولوية الأولى للاجتماع هي إنشاء الروابط الثلاثة، وخاصة الرحلات الجوية المباشرة بين البر الرئيسي للصين وتايوان. في 4 يوليو 2008، بدأت رحلات الطيران المباشرة بين البر الرئيسي للصين وتايوان في أعقاب المحادثات شبه الرسمية في بكين.
في مقابلة أجرتها معه صحيفة إل سول دي مكسيكو التي تتخذ من المكسيك مقراً لها في الثاني من سبتمبر 2008، سُئل ما عن آرائه بشأن موضوع "الصينين" وما إذا كان هناك حل لقضايا السيادة بين الدولتين. رد رئيس جمهورية الصين بأن العلاقات ليست بين دولتين ذات سيادة، وليست بين "صينين". "إنها علاقة خاصة"، كما قال. كما أشار ما إلى أن قضايا السيادة بين البلدين لا يمكن حلها في الوقت الحاضر، ثم استشهد بإجماع عام 1992، كإجراء مؤقت حتى يتوفر الحل. وفي وقت لاحق، أوضح المتحدث باسم مكتب رئيس جمهورية الصين وانغ يو تشي تصريح الرئيس وقال إن العلاقات بين منطقتين في بلد واحد، استناداً إلى سياق دستور جمهورية الصين وقانون العلاقات بين شعب منطقة تايوان ومنطقة البر الرئيسي وإجماع عام 1992.
ولم يقم الحزب الشيوعي الصيني وزعيمه هو بتقييم أي معنى جديد للإجماع من الجانب الآخر من المضيق. في عام 2008 جرت مكالمة هاتفية بين رئيسي الصين والولايات المتحدة، الحليف الأهم لتايوان. أفاد الموقع الإلكتروني لوكالة أنباء الصين الجديدة (شينخوا) أن هو جينتاو أبلغ الرئيس جورج دبليو بوش أن "موقف جمهورية الصين الشعبية الثابت هو أن البر الرئيسي الصيني وتايوان يجب أن يستعيدا التشاور والمحادثات على أساس إجماع عام 1992، الذي يرى أن الجانبين يعترفان بوجود صين واحدة، لكنهما يتفقان على الاختلاف في تعريفها". ولم تذكر النسخة الصينية من نفس الوكالة سوى أن استئناف المحادثات ينبغي أن يكون على أساس إجماع عام 1992 دون التوسع في معنى الإجماع. وفي 12 يناير 2011، أكدت وكالة أنباء شينخوا موقف بكين بشأن هذه القضية بقولها إن "الجانبين يلتزمان بمبدأ الصين الواحدة"، وهو ما يشكل أبرز ما جاء في النصف الأول من الإجماع.
خلال القمة عبر المضيق في عام 2015، تم التأكيد على الإجماع من قبل كل من ما وشي جين بينج، خليفة هو جينتاو. خلال الاجتماعات، أثار ما النصف الثاني من الإجماع "التفسيرات المختلفة للصين الواحدة" أمام زعيم الصين، لكن شي لم يقدم أي رد فعل ملحوظ.

### عهد تساي انغ ون وشي جين بينج
في حملتها الانتخابية لعام 2016، لم تتحد تساي إنغ ون إجماع عام 1992، لكنها لم تقبله صراحةً أيضًا، وأشارت بدلاً من ذلك إلى "الحقائق القائمة والأسس السياسية".
بعد فوز تساي في الانتخابات الرئاسية في تايوان، صرح الأمين العام للحزب الشيوعي الصيني شي جين بينج في 12 مارس 2016، أن إجماع عام 1992 كان "القاسم المشترك الأعظم والخط السياسي الأساسي للتنمية السلمية للعلاقات عبر المضيق".
في 2 يناير 2019، وجه شي جين بينج رسالة الذكرى الأربعين إلى مواطني تايوان بخطاب طويل دعا فيه إلى الالتزام بتوافق عام 1992 ومعارضة استقلال تايوان بشدة. وقال إن الحل السياسي لقضية تايوان سيكون بالصيغة المستخدمة في هونغ كونغ وماكاو، دولة واحدة ونظامان. وردت رئيسة جمهورية الصين، تساي انغ ون، على خطاب شي في اليوم نفسه. صرحت بأن "تعريف سلطات بكين لـ"إجماع 1992" هو "صين واحدة" و"دولة واحدة ونظامان"، وأننا "لم نقبل أبدًا "إجماع 1992". دعت تساي لاحقًا جمهورية الصين الشعبية إلى إجراء مفاوضات مع الحكومة التايوانية لحل الوضع السياسي لتايوان بدلاً من الانخراط في مشاورات سياسية مع الأحزاب السياسية التايوانية الفردية لتعزيز أهداف إعادة التوحيد. أشارت مقالة في صحيفة الدبلوماسي في يناير 2020 إلى أن الحزب الشيوعي الصيني والحزب القومي الصيني والحزب التقدمي الديمقراطي كانوا جميعًا يتحدون حاليًا تصوراتهم الخاصة لإجماع عام 1992. في يونيو 2020، أصدرت فرقة عمل شكلتها لجنة إصلاح حزب الكومينتانغ مبادئ توجيهية جديدة بشأن العلاقات عبر المضيق. توصلت فرقة العمل إلى أن ثقة الجمهور في الإجماع قد تراجعت بسبب تصرفات بكين والحزب الديمقراطي التقدمي. وقد وُصف الإجماع بأنه "وصف تاريخي للتفاعل عبر المضيق في الماضي"، واقترح فريق العمل استبدال الإجماع بالتزام "بالحفاظ على السيادة الوطنية لجمهورية الصين؛ وحماية الحرية والديمقراطية وحقوق الإنسان؛ وإعطاء الأولوية لسلامة تايوان؛ وخلق علاقات مربحة للجانبين عبر المضيق".
في أعقاب الهزيمة الساحقة التي تعرض لها حزب الكومينتانغ في الانتخابات الرئاسية التايوانية عام 2020، تكهن بعض المعلقين بأن حزب الكومينتانغ سوف يزيل إجماع عام 1992 من برنامج الحزب بسبب ارتباطه بمبدأ "دولة واحدة ونظامان". ومع ذلك، نجح رئيس الحزب جوني تشيانج في نهاية المطاف في الحفاظ على إجماع عام 1992. ومع ذلك، فقد رفض مبدأ "دولة واحدة ونظامان" كنموذج قابل للتطبيق بالنسبة لتايوان. في عام 2021، صرح مكتب شؤون تايوان أن معنى إجماع عام 1992 هو "أن كلا جانبي المضيق ينتميان إلى صين واحدة، ويعملان معًا للسعي إلى تحقيق الوحدة الوطنية". كما استمر برنامج حزب الكومينتانغ تحت قيادة الرئيس المنتخب حديثًا إريك تشو في تضمين إجماع عام 1992 مع رفض "دولة واحدة ونظامان". في عام 2022، وصف تشو إجماع عام 1992 بأنه "إجماع بلا إجماع".

## الغموض والنقاش
وقد عرّف الحزب القومي الصيني إجماع عام 1992 بأنه "صين واحدة بتفسيرات مختلفة"، أي أن الجانبين اتفقا على وجود صين واحدة فقط، ولكنهما اعترفا بشكل غير مباشر بأن الجانبين لديهما تفسيرات مختلفة لهذا المفهوم.  إن الغموض الذي يكتنف إجماع عام 1992 يسمح لجمهورية الصين الشعبية بالادعاء بأن جانبي المضيق يحافظان على سلامة الصين الواحدة. ومن ناحية أخرى، يسمح نفس الغموض لجمهورية الصين بالتأكيد على أنها الدولة الصينية الوحيدة التي تنتمي إليها البر الرئيسي وتايوان. وقد سهّل هذا تطور العلاقات عبر المضيق في أوائل تسعينيات القرن العشرين.
ولكن الحزب الديمقراطي التقدمي لا يتصور أن اجتماع عام 1992 سيؤدي إلى توافق في الآراء. وتزعم هذه الرسالة أن مفهوم إجماع عام 1992 يعزز مطالبة جمهورية الصين الشعبية بالسيادة على تايوان ولا يخدم أمن تايوان بشكل أفضل من الوضع الذي كان قائماً قبل الاجتماع.
ويشير بعض المؤيدين للاستقلال، مثل الرئيس السابق لي تينج هوي، إلى عدم وجود وثائق تثبت أن الإجماع لم يكن موجودًا أبدًا.
وفقًا لرايموند بورغاردت، رئيس المعهد الأمريكي في تايوان، المكتب التمثيلي للولايات المتحدة في تايوان:
"كانت هناك بعض العبارات [في الفاكسات] متداخلة وبعضها مختلف". ثم وافقت تايوان والصين على إجراء حوار على أساس البيانات المكتوبة في تلك الفاكسات. "هذا ما حدث. لا أكثر ولا أقل"، هكذا قال بورغاردت، مضيفًا أن الحزب القومي الصيني أطلق على هذا "إجماع 1992"، وهو ما كان إلى حد ما "مربكًا ومضللًا. وبالنسبة لي، لست متأكدًا من السبب الذي يجعلك تستطيع أن تطلق على هذا إجماعًا".

## الرأي العام في تايوان
في عام 2018، أجرى الأكاديميون استطلاعًا في تايوان لتقييم فهم التايوانيين لإجماع عام 1992. وقد أعطوا للمستجيبين أربعة معاني محتملة للإجماع:
تاريخيا: فيما يتعلق بالشئون الدولية، تدعي كل من جمهورية الصين وجمهورية الصين الشعبية أنها تمثل الشعب الصيني بأكمله بما في ذلك البر الرئيسي وتايوان.
تعريف الكومينتانغ: تمثل جمهورية الصين تايوان، وتمثل جمهورية الصين الشعبية البر الرئيسي، والحكومتان تنتميان إلى نفس البلد في انتظار التوحيد.
غير صحيح: تمثل جمهورية الصين تايوان، وتمثل جمهورية الصين الشعبية البر الرئيسي، والحكومتان تنتميان إلى بلدين مختلفين.
تعريف جمهورية الصين الشعبية: تمثل جمهورية الصين الشعبية الشعب الصيني بأكمله بما في ذلك البر الرئيسي وتايوان، وجمهورية الصين هي الحكومة المحلية.
وقد وجدوا أن 34% اختاروا تعريف الكومينتانغ (الذي كان مقبولاً بنسبة 48%)، واختار 33% التعريف غير الصحيح (مقبول بنسبة 75%)، واختار 17% العلاقة التاريخية (مقبول بنسبة 40%)، واختار 5% تعريف جمهورية الصين الشعبية (مقبول بنسبة 10%)، ولم يستجيب 11%.
أجرى برنامج دراسات الأمن الآسيوي بجامعة ديوك استطلاع رأي عام 2020، وطرح السؤال التالي: "يزعم بعض الناس أن تايوان والصين يجب أن تعيشا في ظل سياسة "صين واحدة وحكمان" مع التبادلات المستمرة. هل تؤيد هذا البيان؟" ووجد أن 51.0٪ من المستجيبين يوافقون و39.5٪ من المستجيبين لا يوافقون.